# Bazylika św. Remigiusza w Reims
Bazylika św. Remigiusza w Reims (fr. Basilique Saint-Remi de Reims) – najstarszy kościół w Reims.
Opactwo w Reims zostało założone w VI wieku. Kościół konsekrował arcybiskup Reims - Hinkmar w 852 roku. Nowy budynek bazyliki wybudowano w pierwszej połowie XI wieku z inicjatywy opata Airarda (1005-1034).
W bazylice znajduje się grób św. Remigiusza. Jest on obiektem pielgrzymek wiernych. Od 1841 roku świątynia ma status Monumentu Historycznego. Jest także umieszczona na liście Światowego Dziedzictwa Kultury UNESCO.
Kościół zbudowany jest planie krzyża łacińskiego. Nawy i transept – najstarsza część kościoła – zbudowane są w stylu romańskim. Chór i galeria z kaplicami reprezentują styl gotycki. Najpóźniejszą częścią budowli jest fasada południowego transeptu.
W absydzie zachował się XII-wieczny witraż i długi gobelin, na którym uwiecznione są epizody z życia św. Remigiusza. W bazylice pochowani są arcybiskupi Reims i członkowie rodziny królewskiej, w tym król Franków Karloman I.

## Galeria

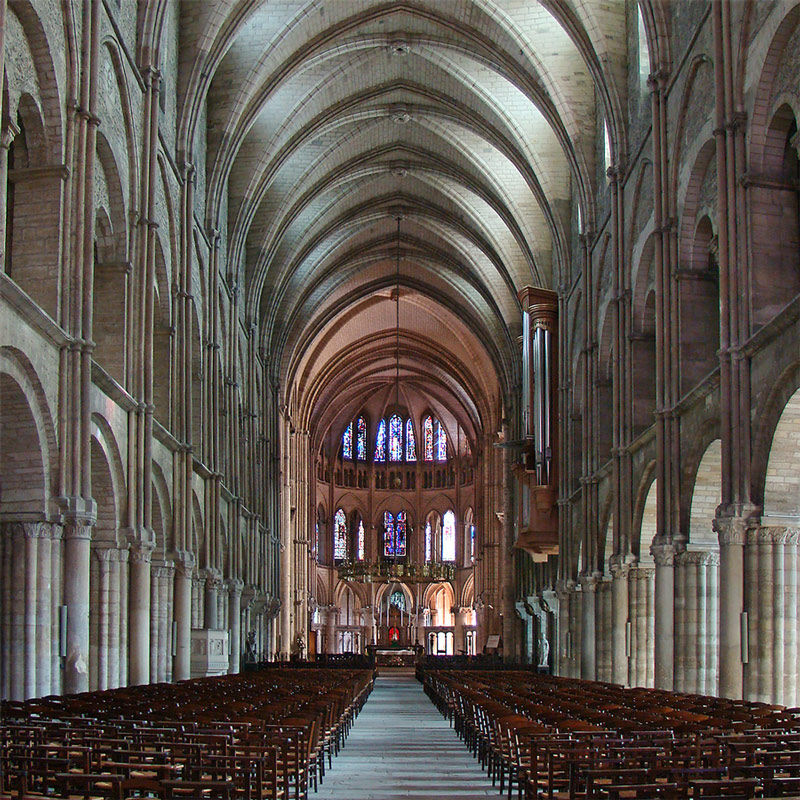
Nawa główna
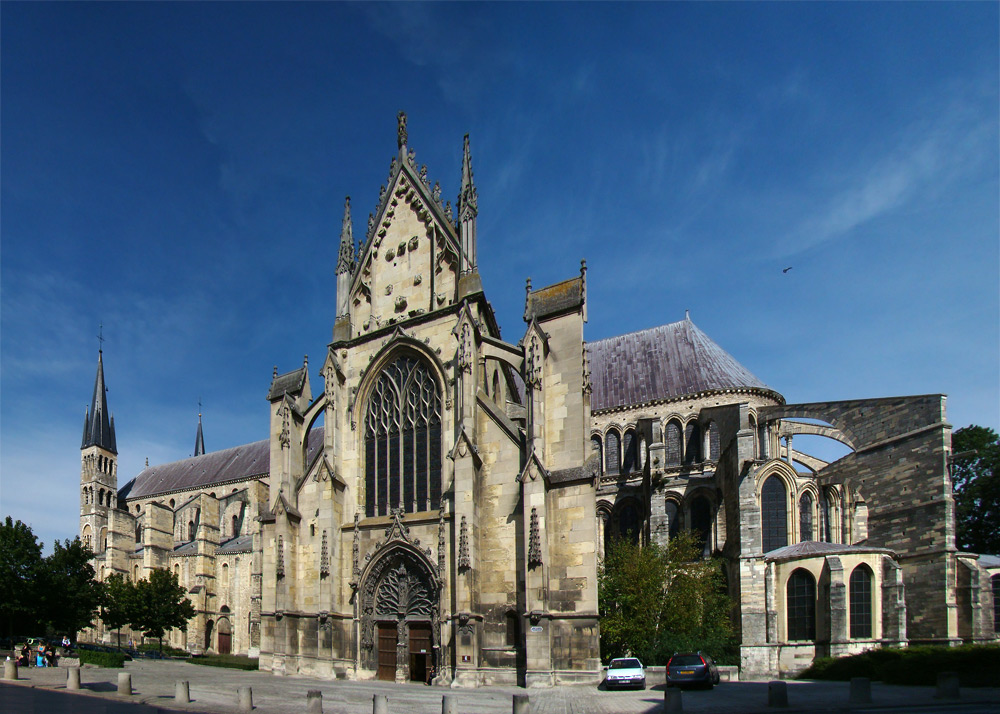
Południowa fasada
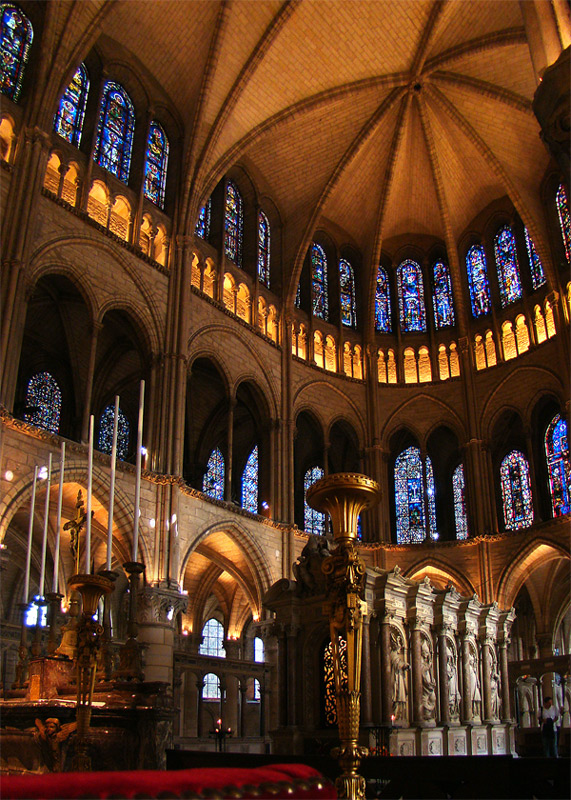
Chór bazyliki
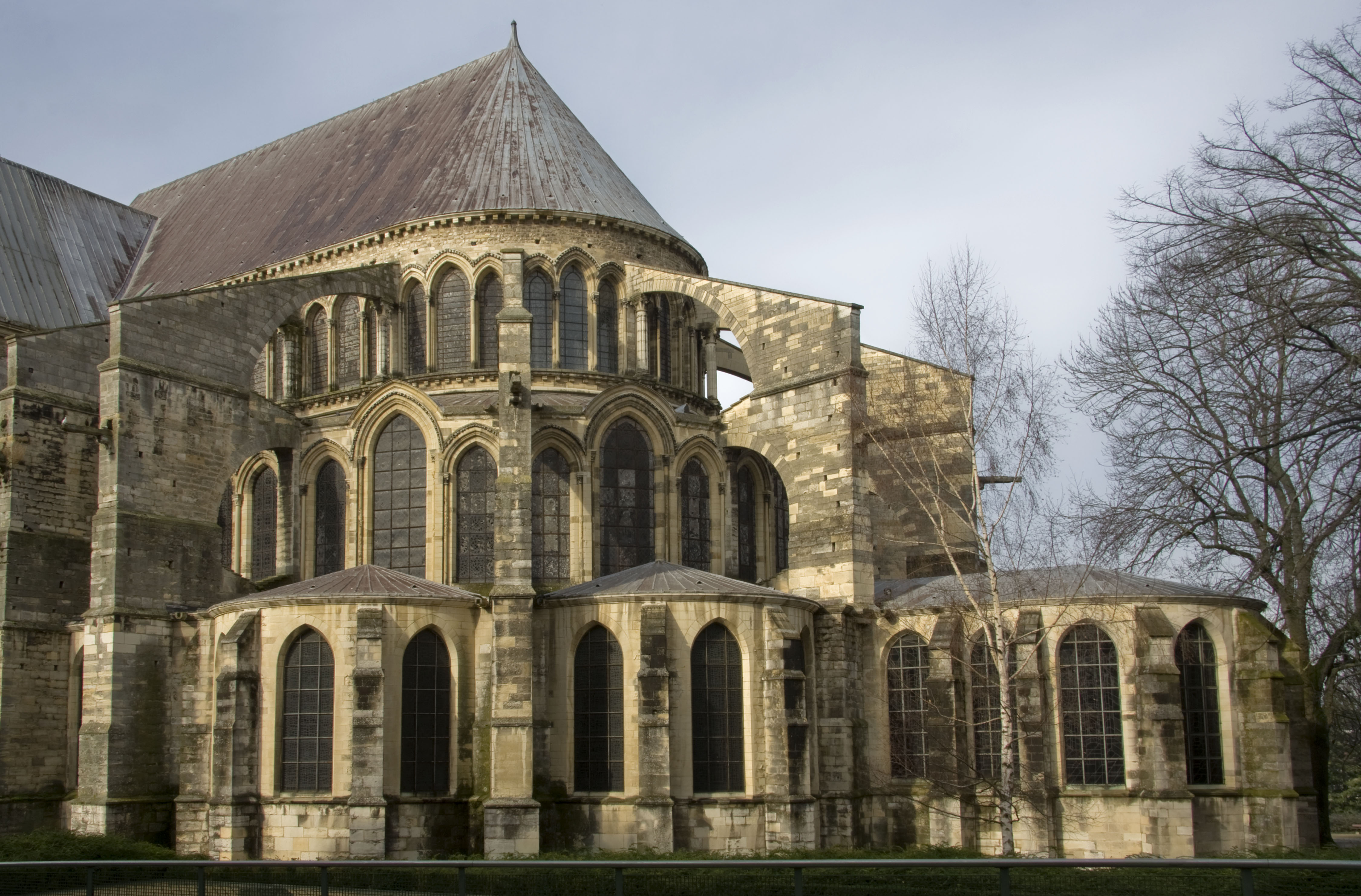
widok z tyłu (pd-wsch.)
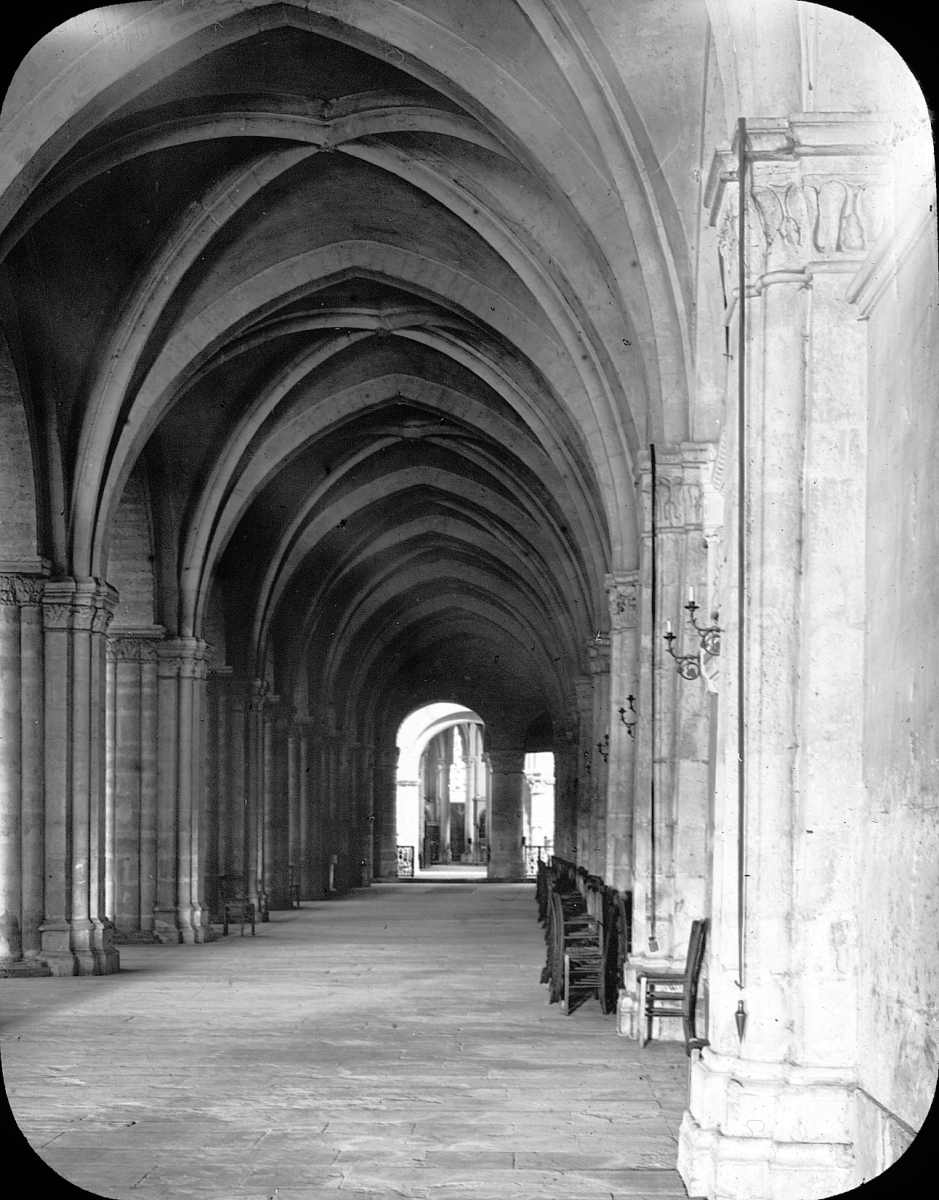
nawa boczna w 1903 r.
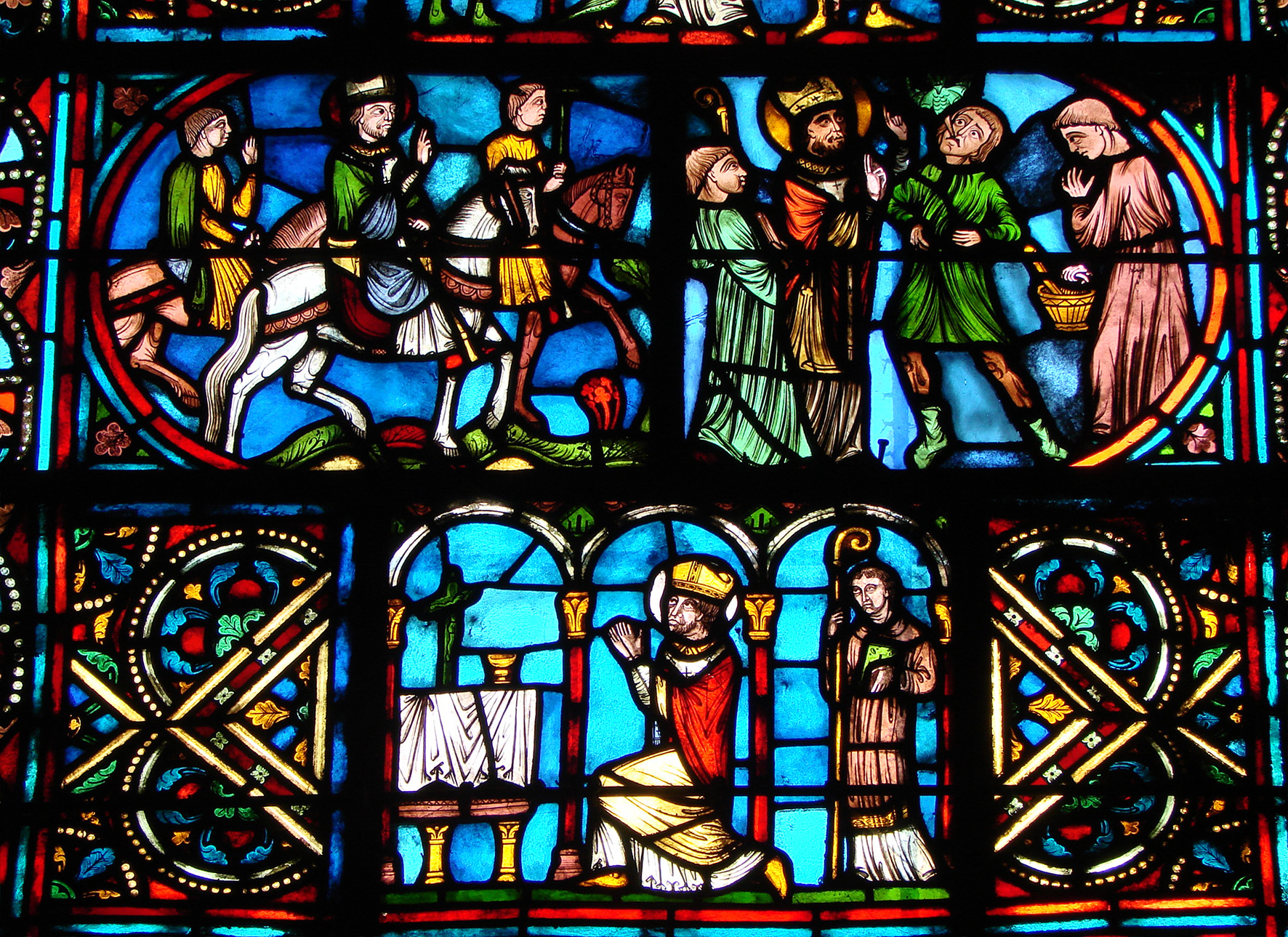
witraż w oknie fasady (XII w.)